# Chilliwack Mountain
Chilliwack Mountain är ett berg i Kanada.   Det ligger i provinsen British Columbia, i den södra delen av landet, 3 500 km väster om huvudstaden Ottawa. Toppen på Chilliwack Mountain är 365 meter över havet, eller 352 meter över den omgivande terrängen. Bredden vid basen är 4,4 km.
Terrängen runt Chilliwack Mountain är varierad.Runt Chilliwack Mountain är det mycket glesbefolkat, med 7 invånare per kvadratkilometer.. Närmaste större samhälle är Chilliwack, 5,6 km öster om Chilliwack Mountain.
I omgivningarna runt Chilliwack Mountain växer i huvudsak blandskog.